# Hinter Gittern/Staffel 12
Dieser Artikel enthält alle Episoden der zwölften Staffel der deutschen Fernsehserie Hinter Gittern, sortiert nach der Erstausstrahlung. Sie wurden vom 10. November 2003 bis zum 7. Juni 2004 auf dem deutschen Sender RTL gesendet.

## Episoden
| Nr. (ges.) | Nr. (St.) | Originaltitel                 | Zusammenfassung | Erstausstrahlung D |
| ---------- | --------- | ----------------------------- | --- | ------------------ |
| 281        | 1         | Truck Stop                    | Walter nähert sich Ines an, doch dann taucht ihr Bruder auf. Gleichzeitig bekommt Walter Probleme mit Gomulka. Uschi beschäftigt Simones Verhalten sehr. Andys Eltern kommen zu Besuch. Nina ist unglücklich mit dieser Situation. | 10. Nov. 2003      |
| 282        | 2         | Aus alter Freundschaft        | Nina und Andy verlassen Berlin. Uschi gewährt der angeschossenen Walter Unterschlupf. Als Lorenz davon erfährt und Walter verrät, wird diese von der Polizei festgenommen. | 17. Nov. 2003      |
| 283        | 3         | Ich war's                     | Simone hält den psychischen Druck von Baumann in ihrer Vorstellung nicht mehr aus und sagt zunächst vor Lorenz, als dieser sie jedoch schützen will, auch vor der Polizei aus, Baumann alleine getötet zu haben. Ein Neuzugang mit Drogenvergangenheit kommt nach Reutlitz. Maja bekommt Besuch von ihrer Stiefschwester. | 24. Nov. 2003      |
| 284        | 4         | Fisch macht Druck             | Simone begeht einen Suizidversuch und wird daraufhin in die Psychiatrie gebracht. Als Stefanie von ihrer HIV-Infektion erfährt, wird sie wieder rückfällig. Godzilla und Gerda machen Fisch das Leben schwer. | 1. Dez. 2003       |
| 285        | 5         | Belastungsprobe               | Walter kommt zurück nach Reutlitz. Uschi will sich bei Walter entschuldigen, doch diese blockt ab und startet gemeinsam mit ihrem Bruder einen Fluchtversuch, der jedoch scheitert. Andrea bekommt Schwierigkeiten. | 8. Dez. 2003       |
| 286        | 6         | Tränen lügen nicht            | Sascha und Hendrik führen ein Schlichtungsgespräch. Dies führt dazu, dass beide ihre Vergangenheit aufarbeiten. Ilse sucht im Auftrag von Walter vergeblich nach Andreas. Frau Mohr hat Angst davor, bei dem anstehenden Betriebsausflug auf ihre ehemalige Liaison Hubert zu treffen, der nun mit Trude Schiller verheiratet ist. | 15. Dez. 2003      |
| 287        | 7         | Betriebsausflug               | Die Belegschaft samt Partner geht im Rahmen eines Betriebsausflug auf eine Kreuzfahrt. Birgit und Uwe nähern sich an, Britta und Hendrik kommen sich ebenfalls wieder näher, bei Frau Mohr kommen alte Gefühle zum Vorschein und Trude wird ohnmächtig. In Reutlitz hingegen planen Ilse, Jeanette und Mel eine Party. Als diese abgesagt wird, kommt es mit Fisch, die wieder Anschluss zur Gemeinschaft gefunden hat, zu einem rührenden Moment gemeinsam mit Stefanie.                                                | 22. Dez. 2003      |
| 288        | 8         | Quittung für Kalle            | Kalle kommt nach ihrem Krankenhausaufenthalt zurück nach Reutlitz und erkennt, wie sehr sie es sich mit den anderen verscherzt hat, besonders Gerda und Godzilla machen ihr dies auf brutale Weise klar. Sascha bekommt einen offenen Vollzug mit Fußfessel angeboten und könnte sogar bei Kerstin wohnen, doch Sascha sieht dem skeptisch entgegen. Stefanie wird von ihrem Mann mit Heroin versorgt. Fischs Versuche, ihr zu helfen, scheitern.                                                                        | 29. Dez. 2003      |
| 289        | 9         | Mauer im Kopf                 | Sascha darf mit einer elektronischen Fußfessel Reutlitz verlassen, doch ihr Leben in Freiheit hat sie sich anders vorgestellt. Ein Diebstahl sorgt bei dem Personal für Aufruhr. | 5. Jan. 2004       |
| 290        | 10        | Große Schwester, große Sorgen | Majas Schwester Andrea wird wegen Drogenhandels nach Reutlitz gebracht und dort von Gerda und Godzilla tyrannisiert. Maja stellt sich die Frage, ob sie der Gefängnisleitung von ihrer Verwandtschaft zu Andrea berichten soll. Uwes Persönlichkeit kommt erstmals zum Vorschein. Er fotografiert für sexuelle Zwecke die schlafende Nancy. | 19. Jan. 2004      |
| 291        | 11        | Walters Wahl                  | Walter lässt sich zur Gefangenensprecherin wählen, um durch ihren Posten mit Hilfe von Ines fliehen zu können, doch Lorenz ahnt dies und unterbindet es. | 26. Jan. 2004      |
| 292        | 12        | Tiefschläge                   | Walters Fluchtversuch scheitert. Bei Mike wird Hodenkrebs diagnostiziert. Möhrchen trauert um ihren entflogenen Vogel und Trude ist eifersüchtig auf Möhrchen. | 2. Feb. 2004       |
| 293        | 13        | Gefährliche Laster            | Britta ist schwanger von Hendrik. Maja ist schwer enttäuscht von Andrea. Uwe vergeht sich wieder an Nancy und Birgit hat sich von ihrem Mann getrennt. | 16. Feb. 2004      |
| 294        | 14        | Blindes Vertrauen             | Fisch verletzt sich bei dem Versuch, sich ein Piercing stechen zu lassen, schwer. Andrea erfährt von Steffis HIV-Erkrankung. Uwe und Birgit beginnen eine Beziehung. | 23. Feb. 2004      |
| 295        | 15        | Böser Onkel                   | Nancy wird von Uwe auf Station C missbraucht. Jeanette blamiert sich bei ihrer Moderation für eine Fernsehshow. | 8. März 2004       |
| 296        | 16        | Notbremse                     | Uwe versteckt sein Doppelleben vor Birgit. Kalle rächt sich an Jeanette, die durch einen Anschlag erblindet. | 15. März 2004      |
| 297        | 17        | Abgebrochen                   | Simone kehrt nach Reutlitz zurück. Sie scheint geheilt und will den Mord an Baumann auf sich nehmen. Sie verschweigt jedoch, dass sie immer noch von Jörg Halluzinationen hat. Britta treibt ihr Kind ab. Ines wird von Gomulka entdeckt und erpresst. | 22. März 2004      |
| 298        | 18        | Fährte aufgenommen            | Die Ermittlungen über Baumanns Tod werden wieder aufgerollt und Melanie und Ilse müssen nun fürchten, entdeckt zu werden. Kerstin trifft auf ihren Ex-Verlobten und bekennt sich vor ihren Freunden zu Sascha. | 29. März 2004      |
| 299        | 19        | Blindgänger                   | Birgit empfängt eine Freundin. Die Frauen bereiten sich auf den Songwettbewerb vor, unter anderem treten auch die blinde Jeanette und Walter auf, die sich von dem Sieg eine Flucht aus Reutlitz erhofft. Kalle findet heraus, dass Nancy missbraucht wurde und so verdächtigen die Insassinnen Peter Kittler. Doch Birgit erfährt schockiert, wer der wahre Täter ist. | 5. Apr. 2004       |
| 300        | 20        | Das große Finale              | Kalle stiftet eine Meuterei gegen Kittler an, Walter erkennt jedoch, dass Graul der wahre Täter ist. Nancy lässt Graul schließlich frei und so erleben die Insassinnen den Songwettbewerb, den Fisch, Steffi und Andrea gewinnen. Birgit durchsucht Uwes Wohnung und hat nun ebenfalls die Gewissheit, dass ihr Lebensgefährte pädophil ist und Nancy missbraucht hat. Uwe bringt sich schließlich vor Birgits Augen auf Station C mit einem Schuss um.                                                                  | 12. Apr. 2004      |
| 301        | 21        | Vertrauensbruch               | Die Frauen erfahren von Steffis HIV-Infektion und schikanieren sie. | 19. Apr. 2004      |
| 302        | 22        | Ausweglos                     | Möhrchen erfährt, dass Hubert ein Heiratsschwindler ist. Walters Fluchtversuch scheitert, da Ines von Gomulka erpresst wird und so die Flucht verhindert. Ein Aufeinandertreffen mit Gomulka endet für Walters Bruder Andreas tödlich. | 26. Apr. 2004      |
| 303        | 23        | High Noon                     | Ines verrät Gomulka, um Walters Leben nicht zu gefährden. Damit bringt sie sich jedoch in eine gefährliche Lage. | 3. Mai 2004        |
| 304        | 24        | Befreit                       | Ilses, Simones und Melanies Prozessauftakt hat begonnen. Sascha leistet einen Meineid und wird daraufhin zurück nach Reutlitz gebracht, wo sie sich von Kerstin trennt. Nach Walters Aussage beginnen die drei Angeklagten, die Wahrheit über Baumann zu berichten. Während Ilse und Melanie zu je acht Jahren Haft verurteilt werden, wird Simone freigesprochen und kann das Gefängnis verlassen, wo sie von ihrem Sohn Alex empfangen wird. Ihre Halluzinationen von Baumann verschwinden mit dem Ende des Prozesses. | 10. Mai 2004       |
| 305        | 25        | Tödlicher Verrat              | Dr. Lorenz Strauß kündigt seine Stelle als Anstaltsleiter, Daniel stirbt an einer Überdosis und durch Minnie erfährt Steffi, dass Andrea bis zu Daniels Tod eine Affäre mit ihm hatte. Andreas Schwester Maja setzt sie damit unter Druck. Walter und Nancy erfahren, dass Jeanette ihre Blindheit nur vorspielt. Ein attraktiver Kollege namens David Wilborn fängt in Reutlitz an und Britta will, dass Hendrik ab sofort keinen Kontakt mehr zu seinem Sohn Eric hat.                                                 | 17. Mai 2004       |
| 306        | 26        | Entwurzelt                    | Andrea deckt auf, dass Gerda und Godzilla hinter dem Drogenhandel stecken, die nach Preekow verlegt werden. Steffi schließt auf Daniels Beerdigung Frieden mit ihrer Schwiegermutter. Maja verlässt enttäuscht von Andrea Reutlitz in Richtung Vietnam. Miriam Overberg tritt als neue Anstaltsleiterin an. | 7. Juni 2004       |

### 300ste Jubiläumsfolge
Die zwölfte Staffel beinhaltet die Jubiläumsfolge „Das Große Finale“. In dieser Folge werden zwei bedeutende Handlungsstränge zum Höhepunkt gebracht.
Der Tod von Uwe Graul
Als Kalle (Isabelle Höpfner) erfährt, dass ihre Cousine Nancy (Livia S. Reinhard) missbraucht wurde, beginnt sie ein Aufstand auf Station B und nimmt den Verdächtigen Peter Kittler (Egon Hofmann) als Geisel, ohne zu ahnen, dass der wahre Täter Uwe Graul (Holger Hauer) ist. Als sie dies erfährt, setzt Graul auf Station C mit einer Pistole seinem Leben ein Ende. Zurück bleibt seine von ihm schwangere Lebensgefährtin Birgit Schnoor (Uta Prelle).
Deutschland sucht das Knasttalent
Als Persiflage auf Deutschland sucht den Superstar wurde in Reutlitz ein Songcontest veranstaltet. Moderiert wurde die Veranstaltung von Ruth Moschner und Prominente wie Jürgen Drews, Tamara Gräfin von Nayhauß und die Journalistin Ann Thorer traten als Juroren in Erscheinung.
Folgende Bands haben beim Wettbewerb teilgenommen:
| Band           | Besetzung | Lied                       | Platzierung |
| -------------- | --- | -------------------------- | ----------- |
| „Zungenschlag“ | Leadstimme: Heidrun „Fisch“ Fischer (Aline Staskowiak) Keyboard, Gesang: Andrea Burgschulte (Jana Becker) Gitarre, Gesang: Stefanie „Steffi“ Gessler (Isabelle Stoffel) | Irgendwann                 | 1.          |
| Walter         | Gesang: Christine Walter (Katy Karrenbauer) | Große Mädchen weinen nicht | 2.          |
| Nancy          | Gesang: Nancy Konnopke (Livia S. Reinhard) | Weil du auch wie ich bist  | 2.          |
| Jeanette       | Gesang: Jeanette Bergdorfer (Christine Schuberth) | Wenn der richtige kommt    | /           |
|                | Gesang, Gitarre: Jasmin „Godzilla“ Zielowski (Carrie Hampel) Schlagzeug: Melanie Schmidt (Sigrid M. Schnückel) Bass: Mike Michalke (Tino Blazejewski)                   | Something Better           | /           |

## Besetzung
Die Besetzung von Hinter Gittern trat in der zwölften Staffel folgendermaßen in Erscheinung:

### Insassinnen
| Rollenname                                     | Schauspieler        | Folgen                                           | Anzahl    | Bemerkungen und Rollenentwicklung in Staffel 12 |
| ---------------------------------------------- | ------------------- | ------------------------------------------------ | --------- | --- |
| Melanie „Mel“ Schmidt                          | Sigrid Schnückel    | 281–284, 287–288, 291–292, 295–304               | 18 Folgen | Ehefrau von Mike Michalke. Gründet mit Mike und Godzilla eine Heavy-Metal-Band. Wird aufgrund der Beihilfe zum Totschlag an Jörg Baumann zu zusätzlichen 8 Jahren Haft verurteilt.                                                                                                |
| Christine „Walter“ Walter                      | Katy Karrenbauer    | 281–282, 285–286, 289–292, 297–306               | 18 Folgen | Karrenbauer verkörpert ebenfalls Walters Bruder Andreas als Gastrolle Schwester von Andreas. Gefangenensprecherin. Zunächst auf der Flucht, wird von Lorenz verraten und wieder festgenommen. Will mit Hilfe von Ines Fürbringer aus Reutlitz fliehen, dies misslingt ihr jedoch. |
| Andrea Burgschulte                             | Jana Becker         | 283–287, 290–296, 299–302, 305–306               | 18 Folgen | Adoptivschwester von Maja. Affäre von Daniel. Wird wegen Drogenhandels verhaftet. Gründet mit Fisch und Steffi die Band „Zungenschlag“ und gewinnt den Musikwettbewerb. |
| Stefanie „Steffi“ Gessler                      | Isabelle Stoffel    | 283–284, 287–296, 299–302, 305–306               | 18 Folgen | Mutter von Minnie. Ex-Freundin von Daniel. HIV-Infizierte Drogensüchtige. Gründet mit Andrea und Fisch die Band „Zungenschlag“ und gewinnt den Musikwettbewerb. |
| Jasmin „Godzilla“ Zielowski                    | Carrie Hampel       | 281, 283–284, 287–293, 295–296, 299–300, 305–306 | 16 Folgen | Gewalttätige Insassin in Reutlitz. Gründet mit Mel und Mike eine Heavy-Metal-Band. Vertreibt mit Gerda Drogen auf Station B und wird nach Preekow verlegt, als dies herauskommt.                                                                                                  |
| Heidrun „Fisch“ Fischer                        | Aline Staskowiak    | 283–284, 287–288, 291–296, 299–302, 305–306      | 16 Folgen | Tochter von Natascha und Eberhard. Gründet mit Andrea und Steffi die Band „Zungenschlag“ und gewinnt beim Musikwettbewerb. |
| Ilse Wünsche geb. Brahms                       | Christiane Reiff    | 285–292, 295–300, 303–304                        | 16 Folgen | Küchenhilfe in der JVA. Wird aufgrund der Beihilfe zum Totschlag an Jörg Baumann zu zusätzlichen 8 Jahren Haft verurteilt. |
| Nancy Konnopke                                 | Livia S. Reinhard   | 285–286, 288, 290, 293–296, 299–306              | 16 Folgen | Cousine von Kalle. Geistig zurückgeblieben. Wird von Uwe Graul auf Station C missbraucht und kommt nach einem Selbstmordversuch zurück auf Station B. |
| Alexandra „Sascha“ Mehring                     | Barbara Sotelsek    | 281–290, 293–294, 298, 303–304                   | 15 Folgen | Lesbisch. Freundin von Kerstin. Darf aufgrund des Fußfesselprojekts Reutlitz verlassen und wohnt bei Kerstin. Wird nach einem Meineid wieder zurück nach Reutlitz gebracht und trennt sich von Kerstin.                                                                           |
| Jeanette Bergdorfer                            | Christine Schuberth | 287–292, 295–296, 299–300, 302, 304–306          | 14 Folgen | Erblindet in ihrer Haftzeit für kurze Zeit aufgrund eines Säureanschlags von Kalle. |
| Kathleen „Kalle“ Konnopke                      | Isabelle Höpfner    | 288, 291–297, 299–301, 303–304                   | 13 Folgen | Cousine von Nancy. Stiftet Intrigen auf Station B. |
| Gerda Keller vormals Tina Stein/Schäfer/Keller | Martina Baumann     | 283–284, 286, 288–291, 301–302, 305–306          | 11 Folgen | Kommt aus Preekow zurück. Dealt mit Godzilla in Reutlitz mit Drogen. Wird wieder mit Godzilla nach Preekow gebracht, nachdem die Anstaltsleitung von dem Dealen erfahren hat. |
| Simone Bach                                    | Susanne Schlenzig   | 281–284, 297–298, 304                            | 7 Folgen  | Mutter von Alex. Ist psychisch Krank und leidet unter Halluzinationen von Jörg Baumann. Gesteht den Mord an Jörg Baumann, wird jedoch aufgrund von Notwehr freigesprochen und aus dem Gefängnis entlassen.                                                                        |

### Insassen der Männer-JVA Reutlitz
| Rollenname                           | Schauspieler      | Folgen                                   | Anzahl   | Bemerkungen und Rollenentwicklung in Staffel 12                                                                      |
| ------------------------------------ | ----------------- | ---------------------------------------- | -------- | --- |
| Mike Michalke                        | Tino Blazejewski  | 283–284, 287, 291–292, 297, 299–300, 304 | 9 Folgen | Bruder von Lizzy. Ehemann von Melanie. Gründet mit Melanie und Godzilla eine Heavy-Metal-Band. Leidet an Hodenkrebs. |
| Dirk Morgenroth vormals Dirk Schäfer | Gregory B. Waldis | 292                                      | 1 Folge  | Ex-Affäre von Martina. Guter Freund von Mike.                                                                        |

### Gefängnispersonal
| Rollenname              | Schauspieler       | Folgen                                      | Anzahl    | Bemerkungen und Rollenentwicklung in Staffel 12 |
| ----------------------- | ------------------ | ------------------------------------------- | --------- | --- |
| Birgit Schnoor          | Uta Prelle         | 281–290, 293–296, 299–301, 303–306          | 21 Folgen | Stellvertretende Anstaltsleiterin. Ex-Freundin von Uwe Grauel bis zu dessen Selbstmord. Erwartet ein Kind von ihm. Kommissarische Anstaltsleiterin zum Staffelfinale.                                                                |
| Dr. Lorenz Strauß       | Rainer Goernemann  | 281–288, 291–292, 297–305                   | 19 Folgen | Anstaltsleiter bis zum Staffelfinale. Ehemann von Uschi. Ehemaliger Anstaltsarzt und -psychologe. Kündigt seine Stelle aufgrund des Interessenskonflikts bezüglich seiner Ehe zu Uschi.                                              |
| Dr. Kerstin Herzog      | Meike Schlüter     | 281–290, 293–298, 303–304                   | 18 Folgen | Anstaltsärztin. Saß unschuldig in Haft. Freundin von Sascha. Ex-Verlobte von Michael. |
| Maja Brehme             | Anja Reßmer        | 281–290, 293–294, 297–298, 301–302, 305–306 | 18 Folgen | Schließerin, später neue Stationsleiterin. Adoptivschwester von Andrea. Ex-Affäre von Hendrik. Kündigt in Reutlitz, da sie sich eingestehen musste, dass sie ihre Schwester die ganze Zeit gedeckt hat und wandert nach Vietnam aus. |
| Peter Kittler           | Egon Hofmann       | 281–288, 293–296, 299–304                   | 18 Folgen | Schließer. Ehemann von Ming Lhai. |
| Gertrud Schiller        | Karin Oehme        | 285–292, 295–298, 301–304                   | 16 Folgen | Schließerin. Ex-Ehefrau von Hubert. Mutter von Annika Schiller. |
| Sybille „Möhrchen“ Mohr | Heidi Weigelt      | 285–292, 297–304                            | 16 Folgen | Sekretärin der Anstaltsleitung. Freundin von Hubert Schiller, bis sie erfährt, dass Hubert ein Heiratsschwindler ist. |
| Hendrik Jansen          | Ulrich Drewes      | 285–288, 293–298, 301–306                   | 16 Folgen | Früherer Anstaltsleiter. Stationsleiter, später wieder Schließer. Noch-Ehemann von Britta. Vater von Eric und Sebastian. Ex-Affäre von Maja.                                                                                         |
| Uwe Grauel †            | Holger Hauer       | 284–290, 293–296, 299–300                   | 13 Folgen | Schließer mit pädophilen Neigungen. Freund von Birgit. Missbraucht Nancy Konnopke und erschießt sich. |
| Jens Neumaier           | Klaus Funke        | 281–292                                     | 12 Folgen | Kleinrolle Schließer. |
| Miriam Overberg         | Cornelia Schindler | 299–301, 303, 306                           | 5 Folgen  | Wird neue Anstaltsleiterin zum Staffelfinale. Gute Freundin von Birgit. |
| Bertram Bleiming        | Benedikt Schörnig  | 287, 299, 301–302                           | 4 Folgen  | Schließer. |
| Edgar Brock             | Leon Boden         | 303–306                                     | 4 Folgen  | Schließer. |
| David Wilborn           | Jost Pieper        | 305–306                                     | 2 Folgen  | Schließer. |

### Angehörige
| Rollenname              | Schauspieler          | Folgen                                   | Anzahl    | Bemerkungen und Rollenentwicklung in Staffel 12 |
| ----------------------- | --------------------- | ---------------------------------------- | --------- | --- |
| Ursula „Uschi“ König    | Barbara Freier        | 281–288, 297–300, 303–305                | 15 Folgen | Ehefrau von Dr. Lorenz Strauß. Ehemalige Insassin in Reutlitz, die wegen ihrer tödlichen Nierenerkrankung für haftunfähig befunden wurde. Leitet mit ihrem Mann ein Übergangsheim für entlassene Insassinnen und arbeitet ehrenamtlich als Sozialarbeiterin in Reutlitz. |
| Daniel Sukowski †       | Daniel Jeroma         | 283–284, 288, 293, 295–296, 301–302, 305 | 9 Folgen  | Freund von Steffi. Vater von Minnie. Stirbt an einer Überdosis von gestrecktem Heroin. |
| Ines Führbringer        | Anna Holmes           | 281, 291–292, 297, 299, 301–303          | 8 Folgen  | 1. Darstellerin der Rolle (wird ab Staffel 13 neu besetzt) One-Night-Stand von Andreas. Wird von Gomulka erpresst ihm Walter auszuliefern. |
| Jörg Johannes Baumann † | Armin Dallapiccola    | 281–284, 297–298, 304                    | 7 Folgen  | Von Ilse, Simone, Martina und Melanie ermordeter Schließer in Reutlitz. Tritt in Simones Halluzinationen und Albträumen auf. |
| Jasmin „Minnie“ Gessler | Hanna Luise Winter    | 283–284, 295, 301, 305–306               | 6 Folgen  | Tochter von Steffi und Daniel |
| Hubert Schiller         | Frank Ciazynski       | 287, 290, 292, 297–298, 302              | 6 Folgen  | Heiratsschwindler. Ex-Ehemann von Trude. Ex-Freund von Sybille. |
| Britta Jansen           | Stephanie Japp        | 286–287, 293, 297, 305                   | 5 Folgen  | Ehefrau von Hendrik. Mutter von Eric und Sebastian. Treibt ihr ungeborenes Kind ab und lebt in Trennung von Hendrik. |
| Andreas Walter †        | Katy Karrenbauer      | 281, 285, 302–303                        | 4 Folgen  | Karrenbauer verkörpert ebenfalls Andreas’ Schwester Christine Walter als Hauptrolle Bruder von Christine Walter. Seemann. One-Night-Stand von Ines. Wird bei einer Auseinandersetzung von Erich Gomulka erschossen.                                                      |
| Andreas „Andy“ Wagner   | Stefan Puntigam       | 281–282, 299                             | 3 Folgen  | Ehemaliger Schließer. Freund von Nina. Vater von Stella. Verlässt mit Nina und Stella Berlin. Tritt später auf einem Überwachungsvideo in Erscheinung. |
| Alexander „Alex“ Bach   | Alexander Kasprik     | 281–282, 304                             | 3 Folgen  | Sohn von Simone. Kommt nach Reutlitz um seine Mutter bei ihrer Gerichtsverhandlung zu unterstützen. |
| Toast                   | Alexander Gamnitzer   | 281, 297, 303                            | 3 Folgen  | Handlanger von Gomulka. |
| Erich Gomulka           | Andreas Conrad        | 281, 297, 302–303                        | 4 Folgen  | Affäre von Ines. Mörder von Andreas. |
| Natascha Fischer        | Heike Ludwig          | 283–284, 301                             | 3 Folgen  | Mutter von Fisch. Ehefrau von Eberhard. |
| Nina Teubner            | Marie-Ernestine Worch | 281–282                                  | 2 Folgen  | Walters Ziehtochter. Freundin von Andy. Mutter von Stella. Wohnt mit Andy bei Uschi und Lorenz und verlässt mit Andy und Stella Berlin. |
| Stella Teubner          |                       | 281–282                                  | 2 Folgen  | Tochter von Nina und Andy. Enkelin von Susanne und Walter. Enkelin von Josef und Regine. Nichte von Martin und Christine. Ur-Enkelin von Marlies. Verlässt mit ihren Eltern Berlin.                                                                                      |
| Dr. Berneburg           | Martin Becker         | 284, 304                                 | 2 Folgen  | Staatsanwalt beim Prozess um Melanie, Ilse und Simone. |
| Ming Lhai Kittler       | Young-Shin Kim        | 287                                      | 1 Folge   | 1. Darstellerin der Rolle (wird ab Staffel 13 neu besetzt) Ehefrau von Peter Kittler. |
| Michael Lehnhardt       | Klaus Philipp         | 298                                      | 1 Folge   | Ex-Verlobter von Kerstin. Ehemann von Silvia. Wird für Brittas Scheidung engagiert und trifft dort wieder auf Kerstin. |
| Eric Jansen             |                       | 305                                      | 1 Folge   | Sohn von Hendrik und Britta. Bruder von Sebastian. |

### Todesfälle der Staffel
| Folge | Person          | Art des Todes    | Handlung |
| ----- | --------------- | ---------------- | --- |
| 291   | N.N.            | Überdosis Drogen | Eine unbekannte Insassin verstirbt an einer Überdosis gestreckter Drogen.                                                                                          |
| 300   | Uwe Grauel      | Suizid           | Uwe Grauel erschießt sich auf Station C, nachdem er gemerkt hat, dass Birgit und die Insassinnen von seinem sexuellen Missbrauch an Nancy Konnopke erfahren haben. |
| 302   | Andreas Walter  | Erschossen       | Bei einer Auseinandersetzung wird Andreas auf einem Friedhof von Erich Gomulka erschossen.                                                                         |
| 305   | Daniel Sukowski | Überdosis Heroin | Als Daniel im Beisein von Andrea sich eine gestreckte Dosis von Heroin spritzt, bekommt er zunächst Krämpfe, welche zu einem Herzstillstand führen.                |